# Albert Aublet
Albert Louis Aublet (Parigi, 18 gennaio 1851 – Neuilly-sur-Seine, 3 marzo 1938) è stato un pittore francese noto principalmente per le sue scene di genere e per i nudi.

## Biografia
Formatosi nelle botteghe di Claudius Jacquand e Jean-Léon Gérôme, fece la sua prima mostra al Salon nel 1873. Al Salon ricevette in seguito una menzione d'onore nel 1879 e una medaglia di terza classe nel 1880. Ha anche collezionato medaglie in diversi eventi internazionali, tra cui l'Esposizione universale di Parigi (1889) . Fu decorato con la Legion d'Onore nel 1890.
Durante il suo viaggio all'estero nel 1881, le esperienze vissute in Medio Oriente hanno avuto una profonda influenza sulla sua ispirazione artistica, tra cui Istanbul gli ha lasciato un'impressione particolarmente forte. Il suo primo dipinto orientalista "La donna turca ai bagni" ebbe un grande successo. In seguito divenne presidente della Société des Artistes di Tunisi.
È stato anche professore all'École nationale supérieure des Beaux-Arts e si ritiene che sia stato l'ispirazione per M. Biche, un pittore di fantasia in Alla ricerca del tempo perduto di Marcel Proust.
Suo figlio, l'architetto Louis Aublet (1901-1980), sposò Marie-Germaine Ablett, figlia del pittore William Ablett, nel 1931.

## Dipinti selezionati

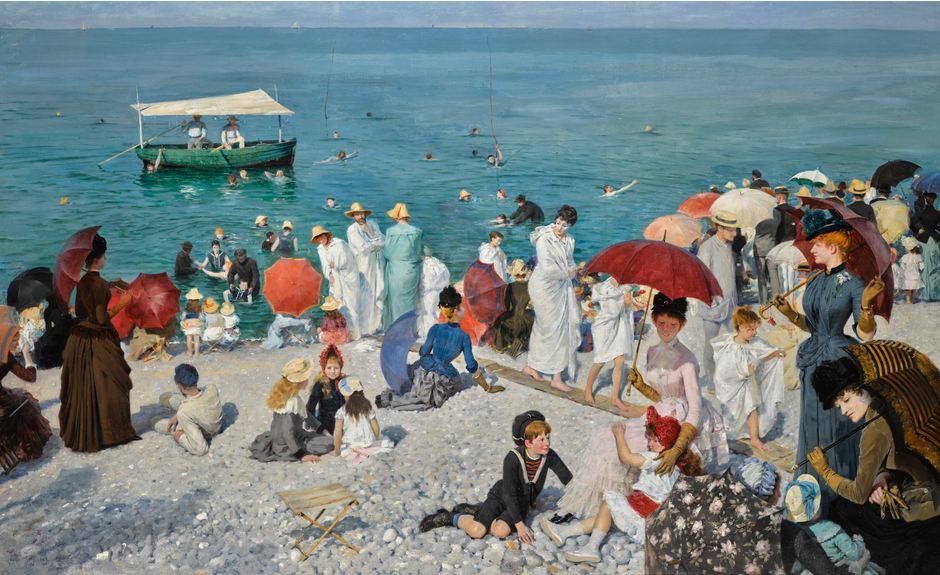
L'ora del bagno a Le Tréport
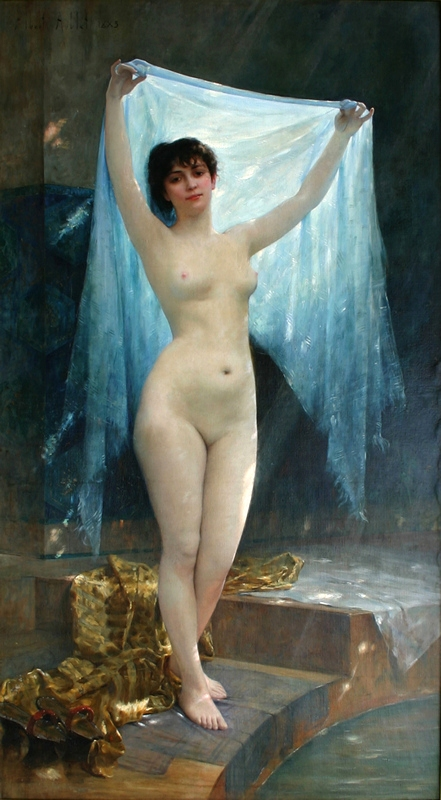
Una bellezza orientale
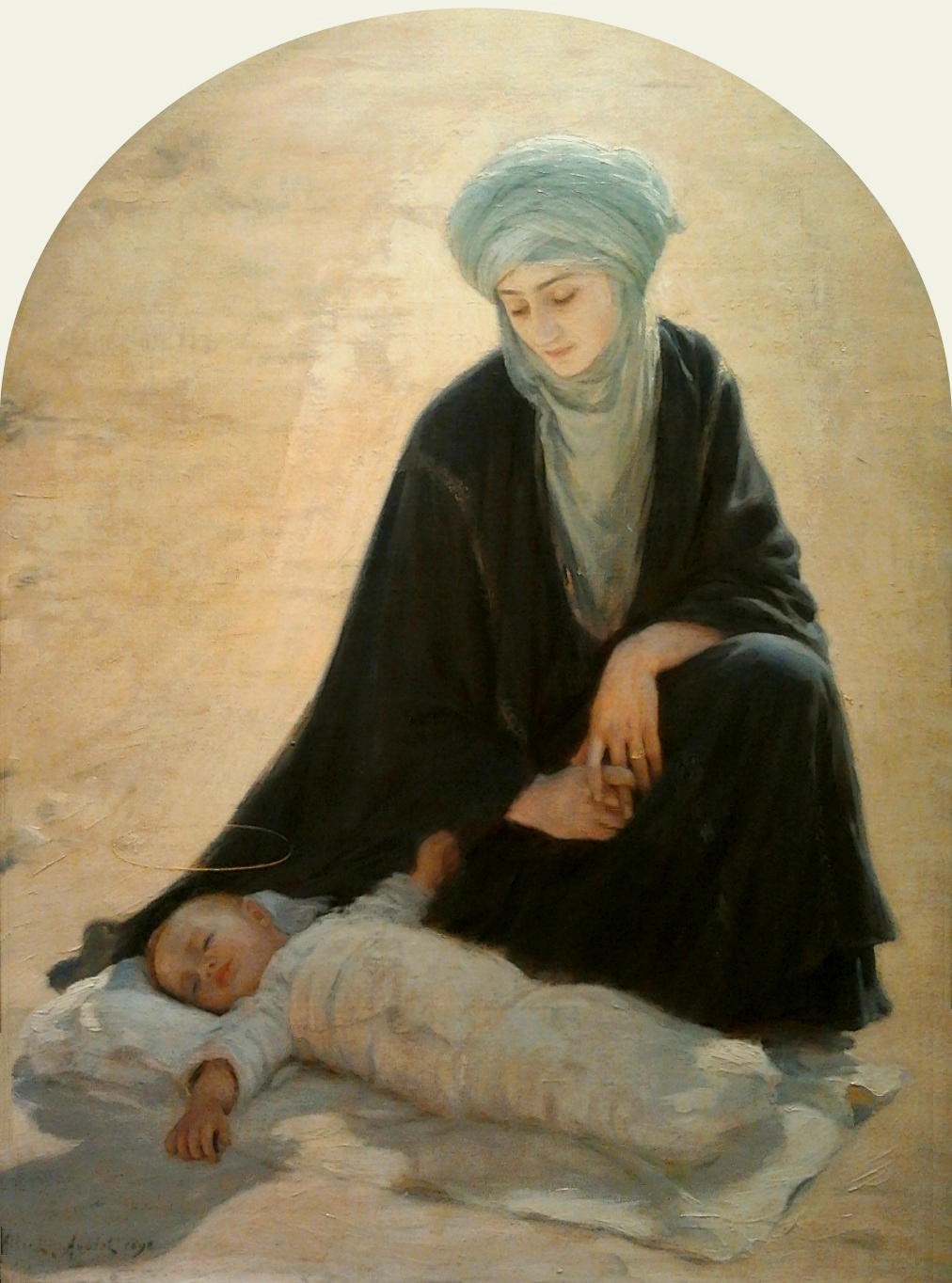
Madonna arabica e bambino
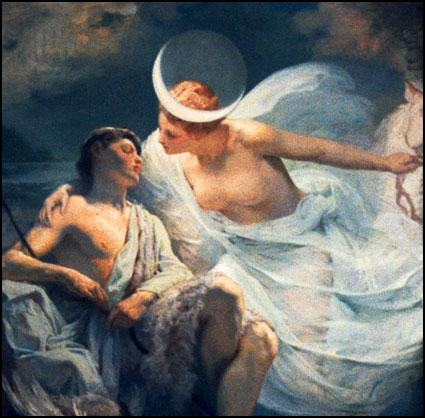
Selene e Endimione